# 8867 Tubbiolo
A 8867 Tubbiolo (ideiglenes jelöléssel 1992 BF4) a Naprendszer kisbolygóövében található aszteroida. A Spacewatch projekt keretében fedezték fel 1992. január 29-én.